# Llista d'asteroides/104201–104300
| Nom               | Designació provisional | Data de descobriment | Lloc de descobriment | Descobridor/s |
| ----------------- | ---------------------- | -------------------- | -------------------- | ------------- |
| 104201 -          | 2000 EN108             | 8 de març, 2000      | Haleakala            | NEAT          |
| 104202 -          | 2000 ES108             | 8 de març, 2000      | Socorro              | LINEAR        |
| 104203 -          | 2000 EY109             | 8 de març, 2000      | Haleakala            | NEAT          |
| 104204 -          | 2000 EA111             | 8 de març, 2000      | Haleakala            | NEAT          |
| 104205 -          | 2000 EE112             | 9 de març, 2000      | Socorro              | LINEAR        |
| 104206 -          | 2000 EO112             | 9 de març, 2000      | Socorro              | LINEAR        |
| 104207 -          | 2000 ED113             | 9 de març, 2000      | Socorro              | LINEAR        |
| 104208 -          | 2000 EQ113             | 9 de març, 2000      | Kitt Peak            | Spacewatch    |
| 104209 -          | 2000 EN115             | 10 de març, 2000     | Kitt Peak            | Spacewatch    |
| 104210 - Leeupton | 2000 ES116             | 10 de març, 2000     | Socorro              | LINEAR        |
| 104211 -          | 2000 EW116             | 10 de març, 2000     | Socorro              | LINEAR        |
| 104212 -          | 2000 ER117             | 11 de març, 2000     | Anderson Mesa        | LONEOS        |
| 104213 -          | 2000 EE118             | 11 de març, 2000     | Anderson Mesa        | LONEOS        |
| 104214 -          | 2000 EJ118             | 11 de març, 2000     | Anderson Mesa        | LONEOS        |
| 104215 -          | 2000 ES118             | 11 de març, 2000     | Anderson Mesa        | LONEOS        |
| 104216 -          | 2000 EF119             | 11 de març, 2000     | Anderson Mesa        | LONEOS        |
| 104217 -          | 2000 EM119             | 11 de març, 2000     | Anderson Mesa        | LONEOS        |
| 104218 -          | 2000 EU119             | 11 de març, 2000     | Anderson Mesa        | LONEOS        |
| 104219 -          | 2000 EO120             | 11 de març, 2000     | Anderson Mesa        | LONEOS        |
| 104220 -          | 2000 EP120             | 11 de març, 2000     | Anderson Mesa        | LONEOS        |
| 104221 -          | 2000 EU120             | 11 de març, 2000     | Anderson Mesa        | LONEOS        |
| 104222 -          | 2000 EH121             | 11 de març, 2000     | Anderson Mesa        | LONEOS        |
| 104223 -          | 2000 EP121             | 11 de març, 2000     | Anderson Mesa        | LONEOS        |
| 104224 -          | 2000 EC122             | 11 de març, 2000     | Anderson Mesa        | LONEOS        |
| 104225 -          | 2000 EE123             | 11 de març, 2000     | Socorro              | LINEAR        |
| 104226 -          | 2000 EN123             | 11 de març, 2000     | Anderson Mesa        | LONEOS        |
| 104227 -          | 2000 EH125             | 11 de març, 2000     | Anderson Mesa        | LONEOS        |
| 104228 -          | 2000 EG127             | 11 de març, 2000     | Anderson Mesa        | LONEOS        |
| 104229 -          | 2000 ER128             | 11 de març, 2000     | Anderson Mesa        | LONEOS        |
| 104230 -          | 2000 EZ128             | 11 de març, 2000     | Anderson Mesa        | LONEOS        |
| 104231 -          | 2000 EE129             | 11 de març, 2000     | Anderson Mesa        | LONEOS        |
| 104232 -          | 2000 ET129             | 11 de març, 2000     | Anderson Mesa        | LONEOS        |
| 104233 -          | 2000 EV129             | 11 de març, 2000     | Anderson Mesa        | LONEOS        |
| 104234 -          | 2000 EL130             | 11 de març, 2000     | Anderson Mesa        | LONEOS        |
| 104235 -          | 2000 EL131             | 11 de març, 2000     | Socorro              | LINEAR        |
| 104236 -          | 2000 EG132             | 11 de març, 2000     | Socorro              | LINEAR        |
| 104237 -          | 2000 EU132             | 11 de març, 2000     | Socorro              | LINEAR        |
| 104238 -          | 2000 EB133             | 11 de març, 2000     | Socorro              | LINEAR        |
| 104239 -          | 2000 EG133             | 11 de març, 2000     | Socorro              | LINEAR        |
| 104240 -          | 2000 ET133             | 11 de març, 2000     | Anderson Mesa        | LONEOS        |
| 104241 -          | 2000 EB134             | 11 de març, 2000     | Anderson Mesa        | LONEOS        |
| 104242 -          | 2000 EL134             | 11 de març, 2000     | Anderson Mesa        | LONEOS        |
| 104243 -          | 2000 ES134             | 11 de març, 2000     | Anderson Mesa        | LONEOS        |
| 104244 -          | 2000 EX134             | 11 de març, 2000     | Anderson Mesa        | LONEOS        |
| 104245 -          | 2000 ED135             | 11 de març, 2000     | Anderson Mesa        | LONEOS        |
| 104246 -          | 2000 EM135             | 11 de març, 2000     | Anderson Mesa        | LONEOS        |
| 104247 -          | 2000 EH136             | 11 de març, 2000     | Socorro              | LINEAR        |
| 104248 -          | 2000 EJ136             | 11 de març, 2000     | Socorro              | LINEAR        |
| 104249 -          | 2000 EQ136             | 12 de març, 2000     | Socorro              | LINEAR        |
| 104250 -          | 2000 ET136             | 12 de març, 2000     | Socorro              | LINEAR        |
| 104251 -          | 2000 EJ137             | 7 de març, 2000      | Socorro              | LINEAR        |
| 104252 -          | 2000 EJ138             | 11 de març, 2000     | Socorro              | LINEAR        |
| 104253 -          | 2000 EK138             | 11 de març, 2000     | Socorro              | LINEAR        |
| 104254 -          | 2000 ET139             | 12 de març, 2000     | Catalina             | CSS           |
| 104255 -          | 2000 EJ140             | 1 de març, 2000      | Catalina             | CSS           |
| 104256 -          | 2000 EA141             | 2 de març, 2000      | Catalina             | CSS           |
| 104257 -          | 2000 EC141             | 2 de març, 2000      | Catalina             | CSS           |
| 104258 -          | 2000 EQ141             | 2 de març, 2000      | Catalina             | CSS           |
| 104259 -          | 2000 EK142             | 3 de març, 2000      | Kitt Peak            | Spacewatch    |
| 104260 -          | 2000 EF144             | 3 de març, 2000      | Catalina             | CSS           |
| 104261 -          | 2000 ES144             | 3 de març, 2000      | Kitt Peak            | Spacewatch    |
| 104262 -          | 2000 EY144             | 3 de març, 2000      | Catalina             | CSS           |
| 104263 -          | 2000 EZ144             | 3 de març, 2000      | Catalina             | CSS           |
| 104264 -          | 2000 EW145             | 3 de març, 2000      | Haleakala            | NEAT          |
| 104265 -          | 2000 EK146             | 4 de març, 2000      | Catalina             | CSS           |
| 104266 -          | 2000 EW146             | 4 de març, 2000      | Socorro              | LINEAR        |
| 104267 -          | 2000 EM147             | 4 de març, 2000      | Catalina             | CSS           |
| 104268 -          | 2000 EA148             | 4 de març, 2000      | Catalina             | CSS           |
| 104269 -          | 2000 EC148             | 4 de març, 2000      | Catalina             | CSS           |
| 104270 -          | 2000 EC149             | 5 de març, 2000      | Socorro              | LINEAR        |
| 104271 -          | 2000 EF149             | 5 de març, 2000      | Socorro              | LINEAR        |
| 104272 -          | 2000 ES149             | 5 de març, 2000      | Socorro              | LINEAR        |
| 104273 -          | 2000 EU149             | 5 de març, 2000      | Socorro              | LINEAR        |
| 104274 -          | 2000 EU150             | 5 de març, 2000      | Haleakala            | NEAT          |
| 104275 -          | 2000 EW150             | 5 de març, 2000      | Haleakala            | NEAT          |
| 104276 -          | 2000 EL151             | 6 de març, 2000      | Socorro              | LINEAR        |
| 104277 -          | 2000 ER151             | 6 de març, 2000      | Haleakala            | NEAT          |
| 104278 -          | 2000 EK152             | 6 de març, 2000      | Haleakala            | NEAT          |
| 104279 -          | 2000 EE153             | 6 de març, 2000      | Haleakala            | NEAT          |
| 104280 -          | 2000 ED154             | 6 de març, 2000      | Haleakala            | NEAT          |
| 104281 -          | 2000 ET154             | 6 de març, 2000      | Haleakala            | NEAT          |
| 104282 -          | 2000 EK155             | 9 de març, 2000      | Socorro              | LINEAR        |
| 104283 -          | 2000 EL155             | 9 de març, 2000      | Socorro              | LINEAR        |
| 104284 -          | 2000 EX155             | 9 de març, 2000      | Socorro              | LINEAR        |
| 104285 -          | 2000 EH156             | 9 de març, 2000      | Socorro              | LINEAR        |
| 104286 -          | 2000 EF157             | 11 de març, 2000     | Catalina             | CSS           |
| 104287 -          | 2000 EM157             | 11 de març, 2000     | Catalina             | CSS           |
| 104288 -          | 2000 EC158             | 12 de març, 2000     | Anderson Mesa        | LONEOS        |
| 104289 -          | 2000 EW158             | 12 de març, 2000     | Anderson Mesa        | LONEOS        |
| 104290 -          | 2000 EB164             | 3 de març, 2000      | Socorro              | LINEAR        |
| 104291 -          | 2000 EU164             | 3 de març, 2000      | Socorro              | LINEAR        |
| 104292 -          | 2000 EC165             | 3 de març, 2000      | Socorro              | LINEAR        |
| 104293 -          | 2000 EN166             | 4 de març, 2000      | Socorro              | LINEAR        |
| 104294 -          | 2000 ER168             | 4 de març, 2000      | Socorro              | LINEAR        |
| 104295 -          | 2000 EH169             | 4 de març, 2000      | Socorro              | LINEAR        |
| 104296 -          | 2000 ET169             | 4 de març, 2000      | Socorro              | LINEAR        |
| 104297 -          | 2000 EK171             | 5 de març, 2000      | Socorro              | LINEAR        |
| 104298 -          | 2000 EG172             | 10 de març, 2000     | Socorro              | LINEAR        |
| 104299 -          | 2000 EM173             | 4 de març, 2000      | Socorro              | LINEAR        |
| 104300 -          | 2000 ET174             | 1 de març, 2000      | Catalina             | CSS           |